# Fritt elektronpar
Ett fritt elektronpar är ett par av valenselektroner som inte ingår i en bindning med andra elektroner. Fria elektronpar befinner sig i det yttersta elektronskalet hos atomer. Fria elektronpar kan bidra till en ojämn laddningsfördelning hos en molekyl, vilket kan ge polära egenskaper.